# رم‌جت بوسارد

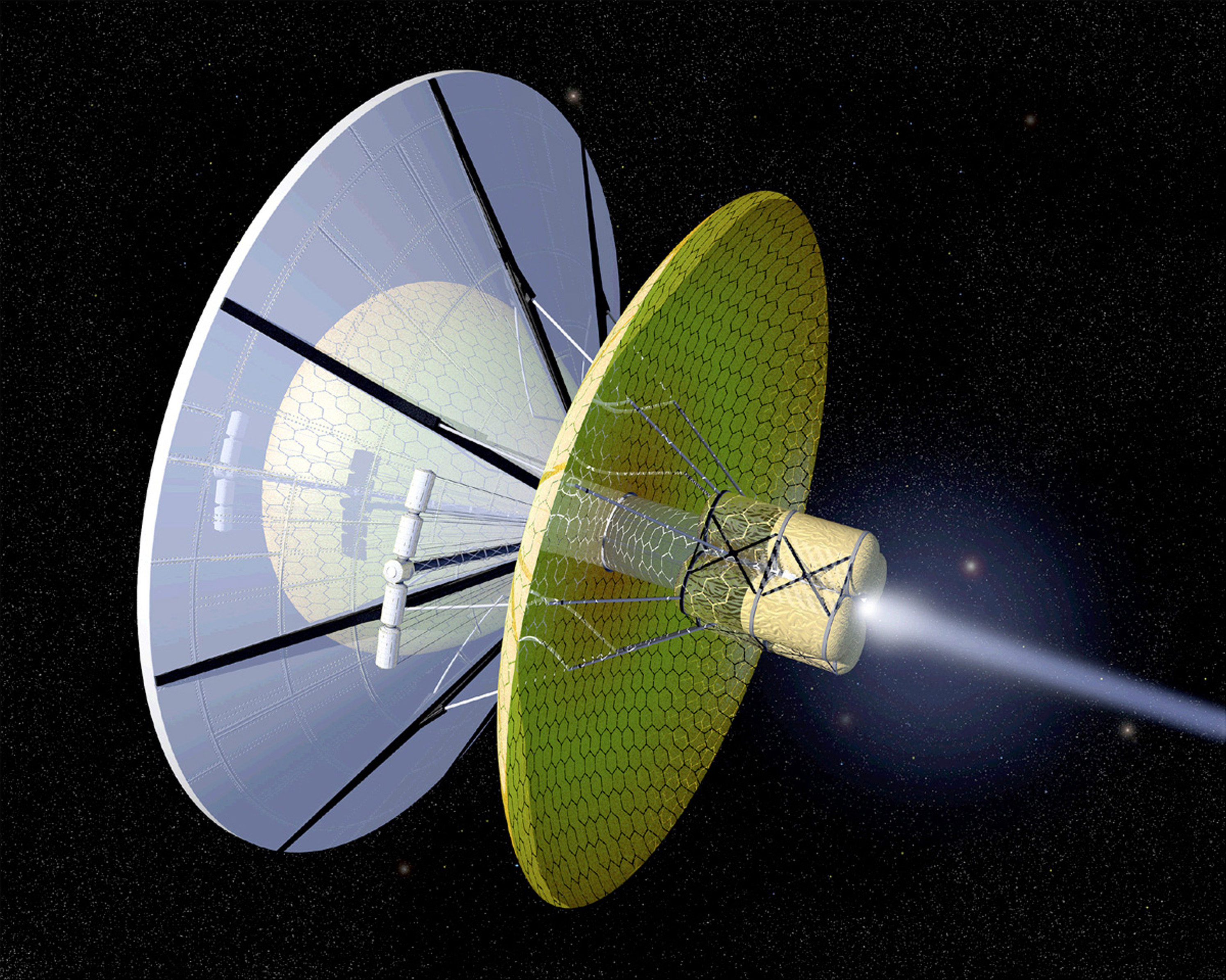
طراحی مفهومیِ رم‌جت بوسارد. یک مؤلفهٔ اصلیِ رمجت واقعی –میدان مغناطیسی با پهنایی به اندازهٔ مایل‌ها– غیرقابل مشاهده است.

رَم‌جتِ بوسارد یک مدل تئوری پیشران فضایی است که در سال ۱۹۶۰ توسط رابرت دبلیو. بوسارد، فیزیکدان آمریکایی، مطرح شد. این مدل با رمان تاو صفر اثر پول اندرسون، مجموعه کتاب‌های «فضای شناخته‌شده» اثر لری نیون، مجموعه «مناطق تفکر» اثر ورنر وینج، و همچنین اشارات کارل سِیگن در مجموعهٔ تلویزیونی و کتاب کیهان به شهرت رسید.
بوسارد رم‌جتی که نوعی از یک راکت همجوشی بود ارائه داد که توانایی سفر میان‌ستاره‌ای دارد. این رم‌جت از یک میدان مغناطیسی بسیار بزرگ (با قطری به اندازهٔ کیلومترها تا چندین هزار کیلومتر) برای جمع‌آوری و فشرده‌سازی هیدروژن از محیط میان‌ستاره‌ای استفاده می‌کند. در این سازوکار سرعت‌های بالا جِرم واکنشی را وارد یک میدان مغناطیسی منقبض‌شونده می‌سازند و آن را فشرده‌سازی می‌کنند تا زمانی که همجوشی هسته‌ای رخ دهد. پس از آن، میدان مغناطیسی انرژی را به‌عنوان خروجی راکت در جهتی خلاف جهت موردنظر برای حرکت فضاپیما هدایت می‌کند و بدین‌سان فضاپیما شتاب می‌گیرد.